# 2014年伊基克地震
2014年智利伊基克地震是一场发生在智利西北部沿海的芮氏8.3级地震，震源深度10公里，震央在靠近智利城市伊基克的海域。美國地質調查局发出海啸预警，南美多国下令疏散沿海居民。截止3日下午，地震及其引发的海啸已造成6人死亡，3人重伤。

## 地震
据美国地质勘探局消息，北京时间2014年4月2日7时46分（智利当地时间1日20时46分），智利西北部沿海发生8.0级地震，北京时间2日7时46分上调至8.2级，智利官方则称是8.3级。震源深度10公里，震央为伊基克西北方向99公里处海域。
北京时间3日10时43分，美国地质勘探局检测到智利伊基克沿海再次发生7.4级地震，稍后美国地质勘探局修正为7.8级，此后再修正为7.6级。震源深度20公里，震央在南纬20.4度，西经70.1度海域。
北京时间4月11日8时01分，智利北部海域再发生6.0级地震，震源深度17.5公里，震央距离伊基克市84公里。此前半个小时许，尼加拉瓜也相继发生了6.1级地震和5.1级地震。

## 余震
地震发生后不到两小时内，震央附近再发生十余次余震，震级最高6.2级。截止北京时间3日15时，余震已达到20多次。
| 协调世界时 | 地方时   | 震级 | 深度               | 地震位置                       | 参考   |
| ---------- | -------- | ---- | ------------------ | ------------------------------ | ------ |
| 4月1日     | 4月1日   | 5.7  | 10.1 km（6.3 mi）  | 92 km（57 mi） NW of Iquique   | [ 8 ]  |
| 23:56:47   | 20:56:47 | 5.7  | 10.1 km（6.3 mi）  | 92 km（57 mi） NW of Iquique   | [ 8 ]  |
| 23:58:00   | 20:58:00 | 6.2  | 18.1 km（11.2 mi） | 88 km（55 mi） NW of Iquique   | [ 9 ]  |
| 4月2日     | 21:03:12 | 5.7  | 10.1 km（6.3 mi）  | 92 km（57 mi） NW of Iquique   | [ 8 ]  |
| 00:03:12   | 21:03:12 | 5.7  | 10.1 km（6.3 mi）  | 92 km（57 mi） NW of Iquique   | [ 8 ]  |
| 00:06:44   | 21:06:44 | 5.7  | 10.0 km（6.2 mi）  | 87 km（54 mi） NW of Iquique   | [ 10 ] |
| 00:24:45   | 21:24:45 | 5.6  | 10.0 km（6.2 mi）  | 70 km（43 mi） WNW of Iquique  | [ 11 ] |
| 00:33:45   | 21:33:45 | 5.5  | 12.6 km（7.8 mi）  | 56 km（35 mi） W of Iquique    | [ 12 ] |
| 00:37:49   | 21:37:49 | 5.4  | 21.5 km（13.4 mi） | 46 km（29 mi） WNW of Iquique  | [ 13 ] |
| 01:20:58   | 22:20:58 | 5.3  | 10.0 km（6.2 mi）  | 111 km（69 mi） NW of Iquique  | [ 14 ] |
| 01:29:41   | 22:29:41 | 5.2  | 10.0 km（6.2 mi）  | 75 km（47 mi） NW of Iquique   | [ 14 ] |
| 02:52:25   | 23:52:25 | 5.0  | 10.0 km（6.2 mi）  | 108 km（67 mi） SW of Arica    | [ 15 ] |
| 03:40:16   | 4月2日   | 5.7  | 10.1 km（6.3 mi）  | 92 km（57 mi） NW of Iquique   | [ 8 ]  |
| 03:40:16   | 00:40:16 | 5.7  | 10.1 km（6.3 mi）  | 92 km（57 mi） NW of Iquique   | [ 8 ]  |
| 04:19:48   | 01:19:48 | 5.1  | 10.0 km（6.2 mi）  | 93 km（58 mi） WNW of Iquique  | [ 16 ] |
| 04:46:18   | 01:46:18 | 5.8  | 10.0 km（6.2 mi）  | 74 km（46 mi） W of Iquique    | [ 17 ] |
| 05:02:49   | 02:02:49 | 5.0  | 10.0 km（6.2 mi）  | 115 km（71 mi） WNW of Iquique | [ 18 ] |
| 06:04:10   | 03:04:10 | 5.1  | 10.0 km（6.2 mi）  | 70 km（43 mi） WNW of Iquique  | [ 19 ] |
| 11:07:30   | 08:07:30 | 5.4  | 10.0 km（6.2 mi）  | 92 km（57 mi） WNW of Iquique  | [ 20 ] |
| 19:45:50   | 16:45:50 | 5.4  | 21.2 km（13.2 mi） | 43 km（27 mi） WNW of Iquique  | [ 21 ] |
| 4月3日     | 23:43:15 | 7.7  | 20.0 km（12.4 mi） | 23 km（14 mi） S of Iquique    | [ 22 ] |
| 02:43:15   | 23:43:15 | 7.7  | 20.0 km（12.4 mi） | 23 km（14 mi） S of Iquique    | [ 22 ] |
| 4月4日     | 4月3日   | 6.1  | 20.0 km（12.4 mi） | 76 km（47 mi） SW of Iquique   | [ 23 ] |
| 01:37:51   | 22:37:51 | 6.1  | 20.0 km（12.4 mi） | 76 km（47 mi） SW of Iquique   | [ 23 ] |
| 4月6日     | 4月6日   | 5.3  | 20.0 km（12.4 mi） | 99 km（62 mi） WSW of Iquique  | [ 24 ] |
| 14:06:07   | 11:06:07 | 5.3  | 20.0 km（12.4 mi） | 99 km（62 mi） WSW of Iquique  | [ 24 ] |

## 地震强度
| 智利               | 智利                   | 智利           |
| 位置               | 区域                   | 麥加利地震烈度 |
| ------------------ | ---------------------- | -------------- |
| 阿里卡             | 阿里卡和帕里纳科塔大区 | VIII           |
| Codpa              | 阿里卡和帕里纳科塔大区 | VIII           |
| Alto Hospicio      | 塔拉帕卡大区           | VII            |
| 伊基克             | 塔拉帕卡大区           | VII            |
| 托科皮亚           | 安托法加斯塔大区       | VI             |
| 聖佩德羅德阿塔卡馬 | 安托法加斯塔大区       | VI             |
| 卡拉馬             | 安托法加斯塔大区       | VI             |
| Quillagua          | 安托法加斯塔大区       | VI             |
| María Elena        | 安托法加斯塔大区       | V              |
| 梅希約內斯         | 安托法加斯塔大区       | V              |
| 奥亚圭             | 安托法加斯塔大区       | V              |
| Sierra Gorda       | 安托法加斯塔大区       | IV             |
| 安托法加斯塔       | 安托法加斯塔大区       | IV             |
| 秘鲁               |                        |                |
| 位置               | 区域                   | 麥加利地震烈度 |
| 塔克纳             | 塔克纳大区             | V              |
| 莫克瓜             | 莫克瓜大区             | IV             |
| 阿雷基帕           | 阿雷基帕大区           | IV             |
| 玻利维亚           |                        |                |
| 位置               | 区域                   | 麥加利地震烈度 |
| 拉巴斯             | 拉巴斯省               | V              |
| 科恰班巴           | 科恰班巴省             | V              |
| 奥鲁罗             | 奥鲁罗省               | V              |

## 海啸

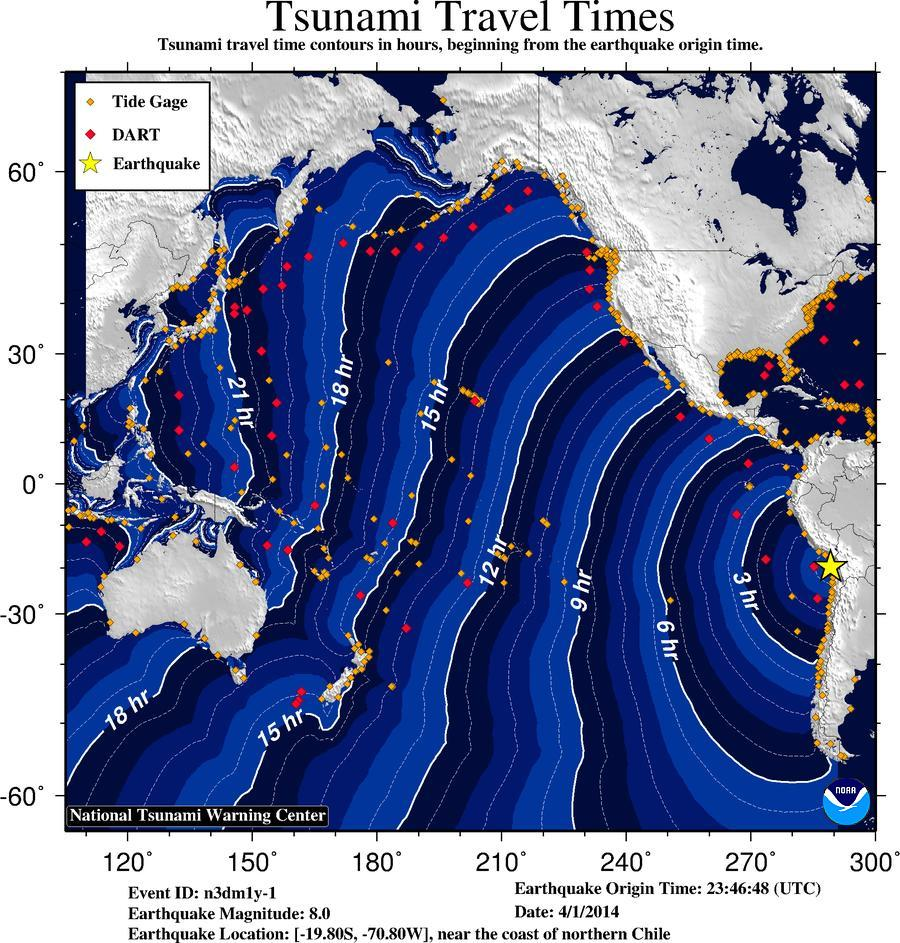
2014年智利伊基克地震預計海啸推进时间圖

美国太平洋海啸预警中心警告，地震可能引发高达2米的“毁灭性”海啸，且受灾面积覆盖沿海大部地区。太平洋海啸预警中心对智利、秘鲁、厄瓜多尔、哥伦比亚、巴拿马、哥斯达黎加、尼加拉瓜、萨尔瓦多、危地马拉、墨西哥、洪都拉斯、美国等沿海国家发出海啸预警，智利、秘鲁和厄瓜多尔等北美沿海国家也发出海啸预警。美国国家海洋和大气管理局发布海啸传播时间预测图，预测图显示海啸最快18小时后袭击澳大利亚，21小时后袭击日本。北京时间9时23分，媒体报道海啸影响范围扩大至尼加拉瓜、萨尔瓦多、哥斯达黎加、巴拿马及哥伦比亚。截止2日16时40分，太平洋海啸预警中心已经解除了对智利、秘鲁、厄瓜多尔、哥伦比亚等国发出的海啸预警，智利於当地时间2日早解除海啸警报，而美国夏威夷州仍然保持在海啸通告状态。 
北京时间4月3日10时43分，智利伊基克海域又发生7.6级地震，太平洋预警中心及智利发出海啸预警，截止3日下午，预警已解除。

### 智利
海啸预警及疏散
智利发出海啸预警，应急办公室已经公布海啸登陆智利各个城市的预计时间，并下达疏散全部海岸线城市居民的命令，中西部的瓦尔帕莱索大区沿海地区目前已经有至少10万人撤离，另据智利警方消息称，他们正协助2万多人从智利北部港口城市阿里卡撤离到安全区域。。智利内政部长罗德里戈·皮纳利罗（Rodrigo PeRailillo）於当地时间2日早晨（北京时间2日晚）宣布，智利海军水文和海洋局紧急事务办公室已经解除了全国沿海地区的海啸警报。
北京时间4月3日10时43分，智利伊基克海域又发生7.6级地震，智利发出海啸预警，再次疏散已经返回的沿海居民；截止3日下午，预警已解除。
次生灾害及损失
截止北京时间2日8时43分，第一波海啸已经到达智利北部，海浪高度达1.7至2.1米，已对沿海造成严重破坏。2日9时53分，阿里卡因海啸出现电力和通讯中断。
意外事件
11时2分，智利内政部长皮纳利罗表示，关押在伊基克的监狱中的约300名女性囚犯在震后越狱逃脱，政府已派遣300名武装人员及100名特种部队前往该地。截止11时30分，已有至少16名逃犯被抓捕。截止3日下午2时，已找到26名越狱女囚。

### 厄瓜多尔
厄瓜多尔发出海啸预警，要求沿海居民撤离。厄瓜多尔总统於北京时间2日表示，海啸警报已由红色变为黃色。

### 秘鲁
秘鲁发出海啸预警，要求沿海居民撤离。

### 日本
日本气象厅在當地時間4月3日3时（UTC 2日18時）發佈了海嘯預警，並敦促地方政府做好防灾措施。岩手县、宫城县、福岛县的部分地区设立了避难所以应对海啸。12時22分，日本氣象廳在岩手縣久慈市測得最大60釐米高的海嘯，另在北海道、東北地方、關東地方等多地太平洋沿岸測得10釐米－30釐米高海嘯。18時，日本氣象廳宣佈解除所有海嘯警報。

## 灾情

### 物力损失
- 地震

据报道，地震造成玻利维亚和秘鲁部分地区建筑摇晃，并造成智利的部分地区塌方，高速道路及公路因此被堵。另有伊基克市一座机场的交通控制塔受损，该市还有一家餐厅因地震发生火灾。
- 海啸

北京时间2日8时许，第一波海啸抵达智利北部，造成高1.7至2.1米的海浪，对沿海造成严重破坏，船隻损失严重，有不少船隻被冲上岸。

### 人员伤亡
据2日11时许报道，地震造成2名女性死亡，至少三人受伤。稍後，智利内政部长称地震造成的死亡人数从2人升至5人。截止北京时间3日下午，死亡人数上升至6人。

## 後续
4月3日，有媒体报道美国康奈尔大学地质学家奥尔门丁格称，“这次智利地震并没有完全释放出断层累积近140年的能量”，担心“这次地震可能只是前奏，威力更大的地震恐怕还在后头”。奥尔门丁格指出，智利伊基克附近上一次发生大地震是在1877年，震级8.5级，引发了20多米高的海啸。如今已过百年，他一直预料会有大地震发生。

## 外部連結
- M8.2 - 95km NW of Iquique, Chile（页面存档备份，存于） – United States Geological Survey
- Tsunami alert after 8.2 quake strikes off Chile（页面存档备份，存于） – BBC News
- 5 Dead After Powerful Quake Strikes Off Chile's Coast（页面存档备份，存于） – ABC News
- Powerful earthquake strikes off Chile（页面存档备份，存于） – CNN
- Tsunami Travel Time Map（页面存档备份，存于） – National Tsunami Warning Center (NTWC)
- Tsunami Propagation Forecast - Energy Map（页面存档备份，存于） – NTWC